# Beneficio di escussione
Il beneficio di escussione è un istituto giuridico di diritto privato, in forza del quale uno dei debitori tenuti in solido è legittimato a pretendere che il creditore, prima di agire esecutivamente nei suoi confronti, rivolga la propria pretesa verso un altro debitore. Tale beneficio costituisce una particolare modalità di attuazione dell'obbligazione a vantaggio di uno specifico debitore; quest'ultimo, peraltro, non perde la sua natura di debitore solidale (arg. ex art. 1293 c.c.), ma ottiene semplicemente che il suo impegno diventi sussidiario rispetto a quello degli altri consorti.
L'istituto, già contemplato dal diritto romano, ricorre con maggior frequenza in caso di solidarietà diseguale, ossia qualora il vincolo solidale sorga nell'esclusivo interesse di uno solo dei più debitori, come nel caso della fideiussione. In questa circostanza, infatti, accanto ad un debitore principale, si sovrappone un ulteriore debitore con funzione di garanzia: ciò giustifica che lo sforzo adempitivo di quest'ultimo venga subordinato all'infruttuosità dell'attività esecutiva sul debitore principale.
L'istituto in esame si contrappone al beneficio d'ordine, che ne rappresenta una variante meno intesa. Quest'ultimo, infatti, impone al creditore di domandare l'adempimento dell'obbligazione in via prioritaria ad altri debitori, senza tuttavia che ricorra la necessità di espletare attività esecutiva sui relativi patrimoni. Pertanto, il creditore sarà legittimato a rivolgersi al debitore beneficiato anche qualora gli altri debitori si siano semplicemente rifiutati di adempiere e ancorché i patrimoni di questi ultimi risultino in astratto idonei a soddisfare integralmente la pretesa creditoria.

## La disciplina nel codice civile italiano
Il codice civile italiano disciplina il beneficio di escussione tanto in riferimento al contratto di fideiussione quanto con riguardo alle società di persone.
Nel primo caso, regola generale è quella dell'assenza del beneficio in capo al fideiussore. Le parti possono pattuire tale beneficio, ma la volontà in tal senso deve risultare in modo espresso (art. 1944, co. 2 c.c.). Sul piano funzionale, il beneficio opera in via d'eccezione: ciò comporta che al creditore è consentito agire in via immediata anche nei confronti del garante e, solo se quest'ultimo riesca ad indicare beni del debitore principale di pronta e facile liquidazione, l'azione esecutiva dovrà rivolgersi prioritariamente verso tali cespiti.
In ambito societario, invece, la questione della solidarietà si inserisce nel più ampio tema della graduazione della personalità giuridica degli enti. Le società di persone, infatti, sono dotate di una personalità giuridica imperfetta, il che comporta che i debiti sociali, pur imputandosi unicamente all'ente quale distinto soggetto di diritto, sono altresì garantiti dal patrimonio di ciascun socio illimitatamente responsabile. Tale diretto coinvolgimento patrimoniale dei soci trova il proprio corrispettivo nella maggior semplicità del modello gestionale, che non richiede la costituzione di organi fissi come nel caso delle società di capitali, ma consente a ciascun socio di amministrare direttamente e in via disgiuntiva gli affari sociali (art. 2257 c.c.).
Il vincolo di solidarietà che viene a costituirsi tra i soci e l'ente societario è diversamente articolato dal legislatore in base al modello di società che viene in rilievo. In particolare, il beneficio di escussione opera in via principale nelle società a nome collettivo e nell'accomandita semplice: pertanto, il creditore dovrà prima procedere ad escutere il patrimonio sociale e solo qualora tale attività si riveli infruttuosa potrà rivolgere la propria azione al patrimonio individuale dei soci. Nelle società semplice, invece, dove l'ente gode di una strutturazione interna minima, il beneficio opera in via di mera eccezione, in modo da offrire una più intensa tutela al creditore istante.
Le stesse regole, peraltro, si applicano alle società irregolari, ossia a quelle non iscritte presso il registro delle imprese.